# دومينيك فورمان
دومينيك فورمان (بالبولندية: Dominik Furman)‏ (6 يوليو 1992 في بولندا - ) هو لاعب كرة قدم بولندي في مركز الوسط. شارك مع منتخب بولندا تحت 18 سنة لكرة القدم ومنتخب بولندا تحت 20 سنة لكرة القدم ومنتخب بولندا تحت 21 سنة لكرة القدم ومنتخب بولندا لكرة القدم. أما مع النوادي، فقد لعب مع ليغيا وارسو ونادي تولوز وهيلاس فيرونا وفيسلا بوك ‏.

## وصلات خارجية
- دومينيك فورمان على موقع الاتحاد الأوربي (الإنجليزية)
- دومينيك فورمان على موقع اتحاد تركيا (لاعب) (الإنجليزية)
- دومينيك فورمان على موقع قاعدة بيانات كرة القدم.إي يو (الإنجليزية)
- دومينيك فورمان على موقع ليكيب (الفرنسية)
- دومينيك فورمان على موقع ناشيونال فوتبول تيمز (الإنجليزية)
- دومينيك فورمان على موقع Soccerway.com (الإنجليزية)
- دومينيك فورمان على موقع عالم كرة القدم.نت (الإنجليزية)
- دومينيك فورمان على موقع AS.com (الإسبانية)